# Ian Redmond
Ian Michael Redmond, OBE, FZS, FLS (* 11. März 1954 in Malaysia) ist ein britischer Biologe, Naturschützer und Sachbuchautor.

## Leben
Redmond wurde in Malaysia geboren. Als er fünf Jahre alt war, zog seine Mutter mit ihm nach Beverley. An der Keele University studierte er Biologie und Psychologie.
Redmond war in über 50 Dokumentationen für Sender wie BBC, National Geographic oder dem Discovery Channel involviert. Seit Ende der 1980er Jahre schreibt er Sachbücher über Gorillas und Elefanten. Er bezeichnet sich selber als Ele-Friend, einem Kofferwort aus Elefant und Friend (auf Deutsch: Freund). Bekannt ist er für seine Arbeiten im Mount-Elgon-Nationalpark, wo er die Elefanten während der Mineralienaufnahme in den Bergen des Mount Elgon filmte.
Redmond ist verheiratet und Vater von Zwillingssöhnen. Er hat zwei Brüder. 2006 wurde ihm das Offizierskreuz des Order of the British Empire verliehen. Im Jahr 2011 erhielt Redmond für seine Naturschutzarbeiten den Ehrentitel der Oxford Brookes University.
2016 wurde er von der Leitkuh einer Elefantenherde angegriffen und trug teils bleibende Verletzungen davon.

## Werke
- Monkeys And Apes. Mallard Press, Moorebank. NSW, 1989, ISBN 9781863250412
- Elephant Book. Walker Books Ltd, 1990, ISBN 9780744518559
- The Elephant in the Bush (Animal Habitats). Belitha Press Ltd, 1990, ISBN 9780947553593
- The World of Elephants. Belitha Press Ltd, 1990, ISBN 9781855610200
- Gorillas (Wild Life At Risk). Wayland, 1990, ISBN 9781852108441
- Elephants (Wildlife at Risk Series). Bookwright Pr, 1990, ISBN 9780531183540
- Elephant. Dorling Kindersley Publishers Ltd, 1997, ISBN 9780751360059
- Gorilla. Dorling Kindersley Publishers Ltd, 1997, ISBN 9780751360585